# مارك لانس
مارك لانس (بالإنجليزية: Mark Lance)‏ هو فيلسوف أمريكي، ولد في 1959.